# Accident d'un B-52 à Elephant Mountain
L'accident d'un B-52 à Elephant Mountain fait référence à la catastrophe se déroulant le 24 janvier 1963 lorsqu'un Boeing B-52C Stratofortress de l'United States Air Force avec neuf membres d'équipage à bord perd son stabilisateur vertical en raison de contraintes de tremblement lors de turbulences à basse altitude et s'écrase sur Elephant Mountain dans le comté de Piscataquis, Maine, à 9,6 km de Greenville. Le pilote et le navigateur survivent à l'accident.

## Mission d'entraînement
La mission d'entraînement de l'équipage visait à pratiquer un exercice intitulé « terrain avoidance flight » consistant à voler en basse altitude sans être détecté, pour contrer les radars de la défense aérienne soviétique en cas d'éventuelle attaque. Des vols d'entraînements avaient déjà été effectués au-dessus de la côte ouest des États-Unis sur les routes de Poker Deck. Ce devait être le premier vol de navigation à basse altitude, utilisant un radar de suivi du terrain, dans l'est des États-Unis,.
L'équipage, composé de deux équipes du 99th Bombardment Wing Standardization Division basées à Westover Air Force Base, Massachusetts, et deux instructeurs du 39th Bombardment Squadron, 6th Strategic Aerospace Wing à Walker Air Force Base, Nouveau-Mexique, est briefé pendant six heures le jour avant l'accident. Ils avaient le choix de survoler les Carolines ou le Maine.
Le B-52C quitte Westover AFB à 12 h 11 l'après-midi du jeudi 24 janvier et devait revenir à Westover à 17 h 30.
L'équipage passe les 95 premières minutes du vol à calibrer son équipement. Après avoir reçu des informations météorologiques à jour pour les deux itinéraires disponibles, ils choisissent celui du nord. Ils étaient censés commencer leur pénétration simulée à basse altitude de l'espace aérien ennemi juste au sud de Princeton, dans le Maine, près de West Grand Lake. De là, ils se dirigeaient vers le nord jusqu'à Millinocket et survolaient les montagnes de la région de Greenville. Ils prévoyaient de tourner vers le nord-est près du lac Seboomook et vers le sud-est près du lac Caucomgomoc pour traverser les montagnes du nord du parc d'État de Baxter. Après avoir traversé Traveler Mountain, l'avion devait remonter à l'altitude normale au-dessus de la station VOR de Houlton.

## Accident
Une heure plus tard, vers 14 h 30, le Stratofortress traverse le VOR de Princeton descend à 150 m et commence sa simulation de pénétration de l'espace aérien ennemi à basse altitude avec une vitesse de 520 km/h. La température extérieure est de −26 °C avec des rafales de vent à 74 km/h et 1,5 m de neige au sol,.
Environ 22 minutes plus tard, juste après avoir passé Brownville Junction dans le centre du Maine, l'avion rencontre des turbulences. Lorsque le pilote et le commandant d'équipage, instructeur sénior de Westover, montent au-dessus d'elles, le stabilisateur vertical se détache de l'avion avec un « bruit fort ressemblant à une explosion »,. Ayant subi de graves dommages, le B-52C effectue un virage à droite de 40 degrés, le nez pointé vers le bas. Le pilote donne l'ordre d'abandonner l'avion voyant qu'il ne pouvait pas le stabiliser,.
Seuls les membres d'équipage du poste de pilotage supérieur du B-52C ont des sièges éjectables. Les sièges du pilote, du copilote et de l'officier de guerre électronique (un navigateur également formé à la guerre électronique) fonctionnent à n'importe quelle altitude, tant que la vitesse est d'au moins 170 km/h, qui est le minimum requis pour gonfler leurs parachutes. Les membres d'équipage du pont inférieur s'éjectent sur une piste descendante. Par conséquent, le navigateur et le navigateur radar ne peuvent pas éjecter en toute sécurité à des altitudes inférieures à 61 m. Les membres d'équipage additionnels n'ont pas du tout de siège éjectable. Ils doivent utiliser des parachutes et sauter hors de la trappe des navigateurs après que les navigateurs se sont éjectés ou sortir par la porte de l'avion. Le mitrailleur de queue a sa propre option d'évasion : il peut dissocier la mitrailleuse de queue de l'avion et sauter par le trou résultant à l'arrière,.
Le navigateur, qui opère comme officier de guerre électronique, est éjecté en premier, suivi du pilote et du copilote. Il n'y avait ni assez d'altitude ni de temps pour que les six membres d'équipage du pont inférieur s'échappent avant que l'avion ne s'écrase sur le côté ouest d'Elephant Mountain à 14 h 30,.
Le copilote subit des blessures mortelles, heurtant un arbre à 1,6 km du lieu de l'accident. Le pilote a atterri dans un arbre à 9 mètres au-dessus du sol. Il a survécu à la nuit, avec des températures atteignant −34 °C, dans son sac de couchage de survie au sommet de son radeau de sauvetage. Le parachute du navigateur ne s'est pas déployé lors de l'éjection. Il a heurté le sol enneigé avant de se séparer de son siège éjectable à environ 610 m de l'épave avec un impact estimé à 16 fois la force de gravité. Il a subi une fracture du crâne et trois côtes cassées. La force a plié son siège éjectable et il n'a pas pu sortir son kit de survie. Il a survécu à la nuit en s'enveloppant dans son parachute,.
Un conducteur de niveleuse sur une route boisée éloignée assiste au dernier virage de l'avion et voit un nuage de fumée noire après l'impact. Quatre-vingts sauveteurs de la police de l'État du Maine, du Maine Inland Fish and Game Department, de la Civil Air Patrol, ainsi que des unités de Dow Air Force Base à Bangor, ainsi que d'autres du New Hampshire et du Massachusetts plus d'autres bénévoles arrivent pour aider. Des avions de recherche sont sur les lieux, mais ils cherchent trop loin au sud et à l'est pour localiser l'épave avant la tombée de la nuit.
Après que le site de l'accident ait été localisé le lendemain, la Scott Paper Company dégage 16 km de route. Les sauveteurs utilisent des raquettes, des traîneaux à chiens et des motoneiges pour parcourir le kilomètre restant jusqu'au lieu de l'accident. À 11 heures, les deux survivants sont transportés à l'hôpital par hélicoptère,.

## Enquête

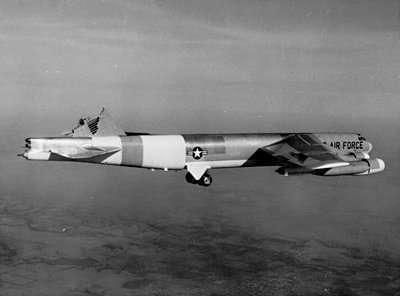
Un B-52H (61-023) sans stabilisateur.

L'accident est causé par une défaillance structurelle induite par les turbulences. En raison de contraintes, l'arbre du stabilisateur s'est cassé et le stabilisateur vertical du B-52 se brise, il est retrouvé à 2,4 km d'où l'avion a percuté le flanc de la montagne. 
À l'origine, le B-52 a été conçu pour pénétrer l'espace aérien soviétique à haute altitude, à environ 10 660 m et à grande vitesse autour de 830 km/h pour larguer des armes nucléaires. Lorsque les services de renseignement américains ont réalisé que les Soviétiques avaient mis en place un système de défense aérienne sophistiqué, en couches et interconnecté avec des missiles sol-air contrôlés par radar (SAM), l'US Air Force décide que le B-52 devrait pénétrer dans l'espace aérien Soviétique à basse altitude (environ 152 m) et haute vitesse pour rester sous le radar. Cependant, les opérations de vol à basse altitude et à grande vitesse exercent une énorme pression sur la structure d'un avion, en particulier lors de vols près de montagnes, de crêtes et à travers des vallées. Le B-52 n'a pas été conçu pour ce type d'opération. Le 56-059, un B-52D, a décollé de Larson AFB, Washington le 23 juin 1959 et a subi une défaillance induite par la turbulence du stabilisateur horizontal à faible niveau et s'est écrasé. Le processus de modification de la série B-52 commence en 1961.
Le B-52C 53-0406, qui s'est écrasé sur Elephant Mountain, a été le deuxième B-52 à queue haute à subir une défaillance structurelle aussi fatale. Après des tests approfondis et trois autres défaillances similaires (deux avec des accidents mortels) dans les 12 mois suivant l'accident d'Elephant Mountain, Boeing a déterminé que les turbulences surchargeraient les boulons de connexion du gouvernail du B-52, provoquant d'abord une défaillance du gouvernail, puis de la queue. Les boulons ont été renforcés dans toute la flotte, corrigeant le problème.

## Conséquences

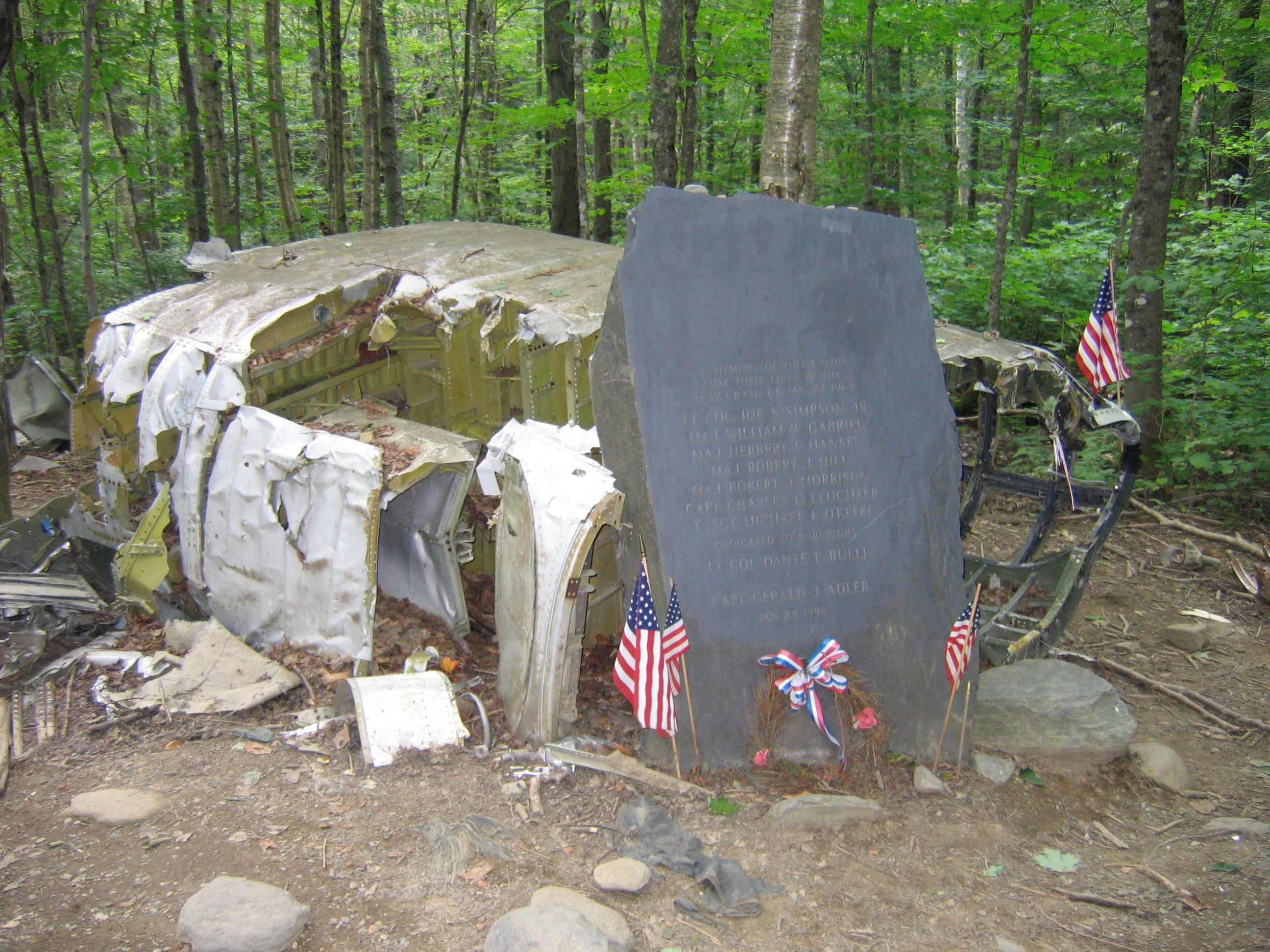
Mémorial et morceau du B-52.

Des deux survivants, le pilote est retourné en service actif après avoir passé trois mois à l'hôpital et le navigateur, dont les pieds étaient gelés, a contracté une double pneumonie, est resté inconscient pendant cinq jours et sa jambe a dû être amputée à cause de gelures et de gangrène. 
La plupart des restes de 53-0406 se trouvent toujours sur le site de l'accident, propriétré de Plum Creek Timber Co. qui ont amélioré le sentier pédestre afin que les visiteurs puissent voir l'épave,. Bien que le site ait affiché des panneaux demandant aux visiteurs de respecter le site, il a été vandalisé avec des noms gravés dans l'épave ou écrits avec du marqueur permanent. 
À la fin des années 1970, un pilote militaire à la retraite et président du Moosehead Riders Snowmobile Club a lancé la randonnée commémorative annuelle en motoneige en l'honneur des personnes à bord du B-52. La cérémonie annuelle du site de l'accident rassemble des représentants de la Maine Air National Guard, de l'American Legion, de la Civil Air Patrol, du Maine Warden Service et des membres du club de motoneige. Il y a notamment le dépôt d'une couronne, la lecture des noms des morts et une prière d'un aumônier militaire et le jeu des Taps. Un moteur et le siège éjectable du navigateur sont visibles au Clubhouse. 
En 1993, un service commémoratif spécial a été parrainé par le Moosehead Riders Snowmobile Club. Le navigateur a assisté à l'événement et a été honoré. Il s'est rendu sur le site du crash pour la première fois depuis son évacuation trente ans plus tôt. 
En 2011, un employé du Maine Forest Service trouve un siège éjectable de l'avion près d'une route forestière. En mai 2012, il retourne sur le site pour prendre des photos et enregistrer des numéros d'identification afin de confirmer qu'il provenait du B-52. Une équipe a récupéré le siège d'éjection presque intact et les chercheurs affirment qu'il s'agit très probablement du siège du pilote étant remarquablement similaire au siège du club de motoneige de Greenville. Il s'agit du troisième siège récupéré de l'accident et conservé pour consultation publique, l'autre est dans un musée de Bangor. 
En 2013, 50 ans après l'accident, le Snowmobile Club a tenu le souvenir annuel sur le site de l'accident et le pilote à la retraite a donné une interview.  